# Gilberto Fernández
Gilberto Fernández (ur. 10 marca 1933) – kolumbijski strzelec, Letnie igrzyska olimpijskie. 
Brał udział w Letnich Igrzyskach Olimpijskich 1972 (Monachium). Startował w jednej konkurencji, w której zajął 27. miejsce.

## Wyniki olimpijskie
| Igrzyska | Konkurencja            | Wynik                          | Miejsce |
| -------- | ---------------------- | ------------------------------ | ------- |
| IO 1972  | Pistolet dowolny, 50 m | 544 punkty (90-88-93-86-91-96) | 27.     |